# TWF世界女子シングル王座
TWF世界女子王座は、JDスター女子プロレスが管理、TWFが認定していた王座。「TWF」は「Trans-world Wrestling Federation」の略。

## 歴史
1995年、メキシコのTWFが創設。11月19日、TWFアカプルコ大会で行われた初代王座決定トーナメントに優勝したローラ・ゴンザレスが初代王者になった。
1996年9月、管理団体が吉本女子プロレスJd'（後のJDスター女子プロレス）に移った。
2005年6月19日、王者の田村欣子が返上。その後、王座決定戦が行われないまま事実上封印状態となる。

## 歴代王者
| 歴代   | 選手               | 戴冠回数 | 防衛回数 | 獲得日付       | 獲得場所 （対戦相手・その他）                     |
| ------ | ------------------ | -------- | -------- | -------------- | ------------------------------------------------- |
| 初代   | ローラ・ゴンザレス | 1        | 不明     | 1995年11月19日 | ゲレーロ州アカプルコ バイソン木村                 |
| 第2代  | ライオネス飛鳥     | 1        | 不明     | 1996年9月20日  | メキシコシティ                                    |
| 第3代  | ジャガー横田       | 1        | 不明     | 1997年10月12日 | 後楽園ホール                                      |
| 第4代  | ライオネス飛鳥     | 2        | 不明     | 1998年1月11日  | 後楽園ホール                                      |
| 第5代  | 井上京子           | 1        | 不明     | 1998年4月26日  | 後楽園ホール                                      |
| 第6代  | ライオネス飛鳥     | 3        | 不明     | 1998年5月6日   | 後楽園ホール                                      |
| 第7代  | 井上京子           | 2        | 不明     | 1998年8月2日   | 後楽園ホール                                      |
| 第8代  | ライオネス飛鳥     | 4        | 不明     | 1999年1月24日  | 後楽園ホール 2003年1月13日返上                    |
| 第9代  | ザ・ブラディー     | 1        | 1        | 2003年3月23日  | 横浜文化体育館 藪下めぐみ                         |
| 第10代 | 田村欣子           | 1        | 3        | 2004年9月20日  | 北沢タウンホール 2005年3月26日王座預かり          |
| 第11代 | 田村欣子           | 2        | 0        | 2005年6月19日  | 東京キネマ倶楽部 ザ・ブラディー 2005年6月19日返上 |